# Vignola (Modena)
Vignola é uma comuna italiana da região da Emília-Romanha, província de Modena, com cerca de 20.983 habitantes. Estende-se por uma área de 22 km², tendo uma densidade populacional de 954 hab/km². Faz fronteira com Castelvetro di Modena, Marano sul Panaro, Savignano sul Panaro, Spilamberto.

## História
Vignola, cujo nome deriva da palavra latina vineola ("pequena vinha"), localiza-se perto de uma estrada etrusca que ligava Bolonha a Parma. Contudo, existe uma referência medieval em que o castelo teria sido fundado em 826 para, de acoordo com a lenda, proteger as terras da Abadia de Nonantola, existente nas redondezas.
Vignola foi uma possessão dos seus bispos até 1247; durante as guerras entre Guelfos e Gibelinos o seu território foi disputado entre as comunas de Módena e Bolonha, até que a família Grassoni impõe o seu senhoriu que durou até 1399, altura em que foi adquirida pela Casa de Este. Dois anos mais tarde foi concedida como condado a Uguccione de Contrari de Ferrara.
Com a morte, sem herdeiros, de Hércules Contrari em 1557, Vignola retornou aos Este que logo a venderam a Jaime Boncompagni, filho do Papa Gregório XIII. A família Boncompagni governou o território até à conquista Napoleónica de Itália e, no Congresso de Viena (1814), ficou estabelecido a inclusão deste territóro no Ducado de Módena e Reggio.

## Demografia
| Variação demográfica do município entre 1861 e 2011                               |
|                                                                                   |
| Fonte: Istituto Nazionale di Statistica (ISTAT) - Elaboração gráfica da Wikipedia |